# نویمارک آندر ایبس
نویمارک آندر ایبس (به آلمانی: Neumarkt an der Ybbs) یک منطقهٔ مسکونی در اتریش است که در ناحیه ملک واقع شده‌است. نویمارک آندر ایبس ۱٬۷۹۴ نفر جمعیت دارد.